# 下地站
下地站（日语：／ Shimoji eki */?）是位於愛知縣豐橋市橫須賀町後口，東海旅客鐵道（JR東海）的飯田線車站。車站編號是CD02。
部分普通列車會通過此站。在豐橋站至舊平井號誌站（愛知縣豐川市）之間路段，飯田線與名古屋鐵道（名鐵）名古屋本線共用路軌，但是名鐵列車（急行、特急、快速特急）均不會停站，也沒有設站。

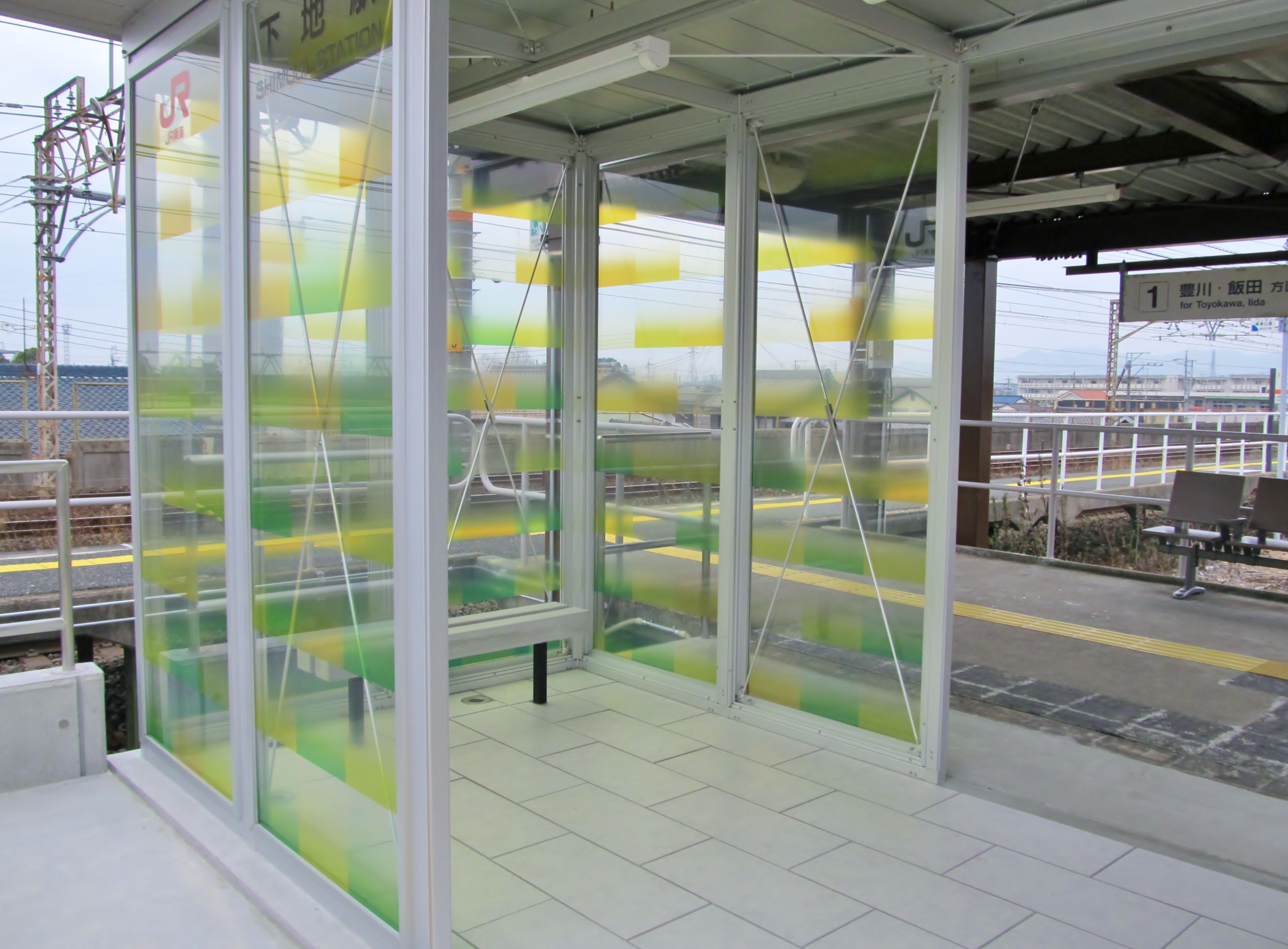
車站內部(2024年3月)

## 歷史
- 1925年（大正14年）12月23日：豐川鐵道開設下地停留場，為旅客車站[1]。
  - 當時車站地址是寶飯郡下地町（日语：下地町 (愛知県)）。
- 1943年（昭和18年）8月1日：豐川鐵道線被國有化，成為鐵道省（後來為日本國有鐵道）飯田線。此站成為下地站[1]。
  - 當時，此站只可來往東海道本線濱松至名古屋之間各站，飯田線各站和中央本線上諏訪至鹽尻之間各站和松本站的乘客使用[1]。
- 1947年（昭和22年）10月21日：廢除旅客車站的限制[1][2]。
- 1969年（昭和44年）4月1日：成為業務委託車站[3]。
- 1974年（昭和49年）8月21日：翻新車站大樓[4]。遷移下行月台。
- 1985年（昭和60年）4月1日：終止業務委託，成為無人車站[5]。
- 1987年（昭和62年）4月1日 - 伴隨國鐵分割民營化，車站由東海旅客鐵道（JR東海）營運[6]。
- 1991年（平成3年）3月16日：實施時間表修正。停站列車主要為行走於豐橋至豐川之間區間列車。
- 2010年（平成22年）3月13日 - 此站開始可以使用IC卡「TOICA」[7]。

## 車站構造
車站是一座建設於路堤上的地面車站，設有2面2線的單式月台（H形結構）。車站西邊是1號月台，東邊是2號月台。在2座月台中間設有車站大樓。
此站是由豐川站管理的無人車站。此站曾經設有車站職員當值，在1969年變為業務委託車站，在1985年再變為無人車站。
此站可使用「TOICA」IC卡及其互相運用的交通IC卡。

### 月台
| 月台 | 路線   | 上下行 | 方向           |
| ---- | ------ | ------ | -------------- |
| 1    | 飯田線 | 下行   | 豐川、飯田方向 |
| 2    | 飯田線 | 上行   | 豐橋方向       |

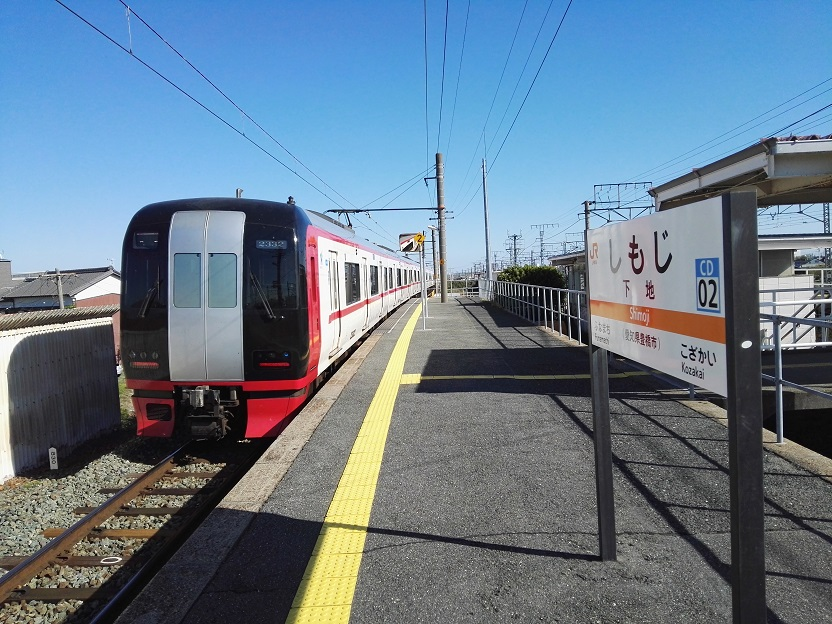
通過的名鐵列車
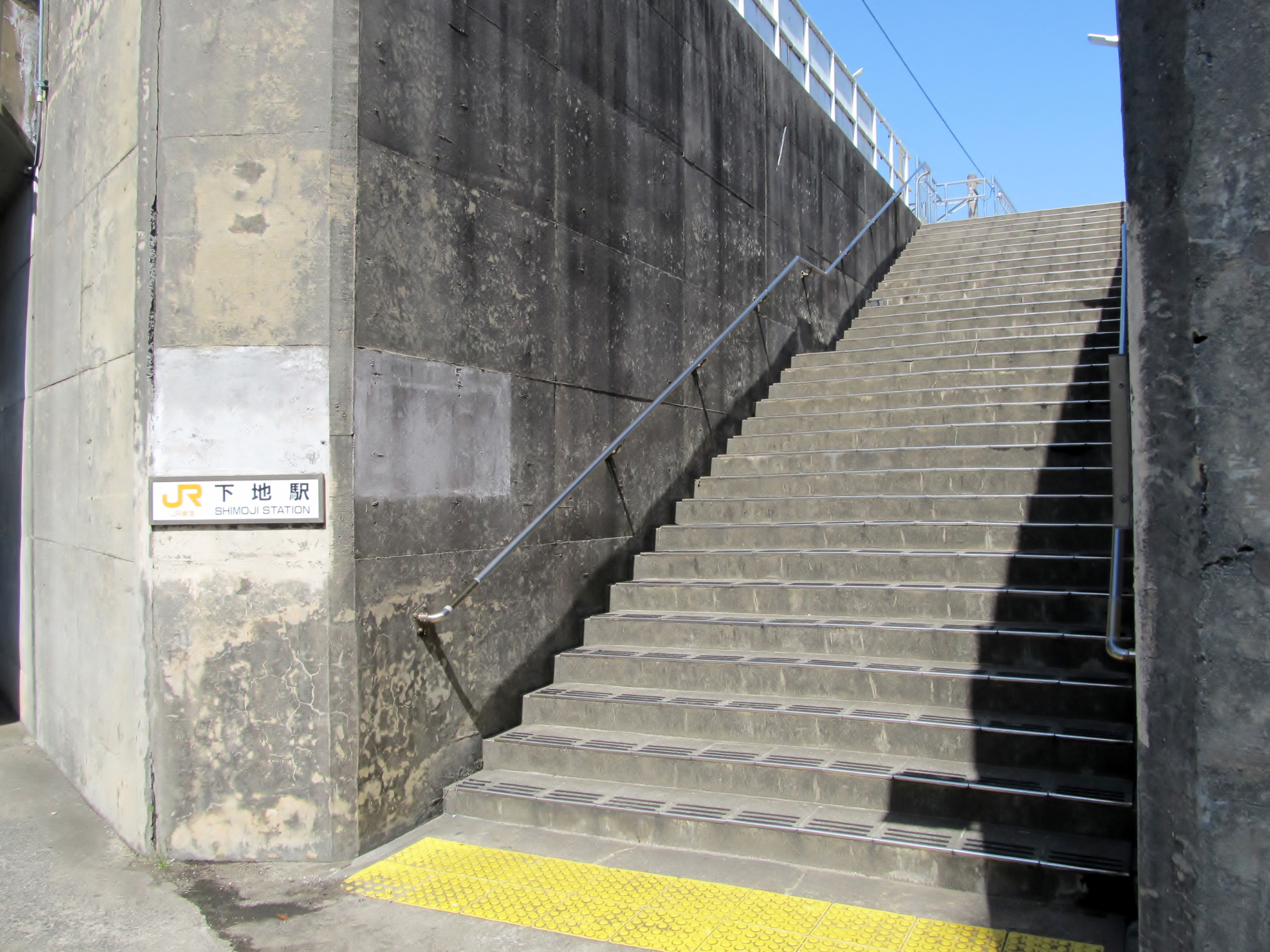
出入口(2024年3月)
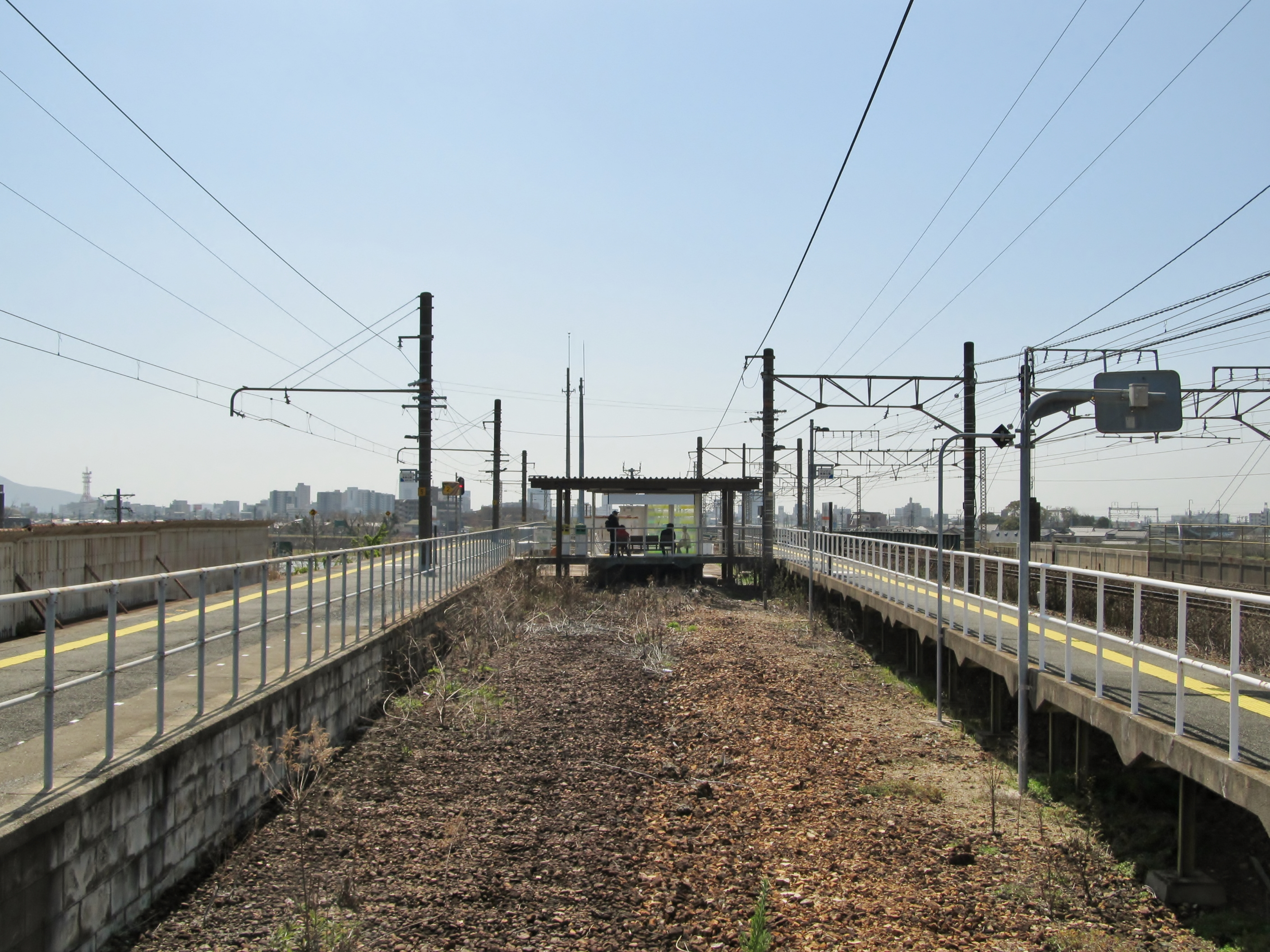
月台(2024年3月)
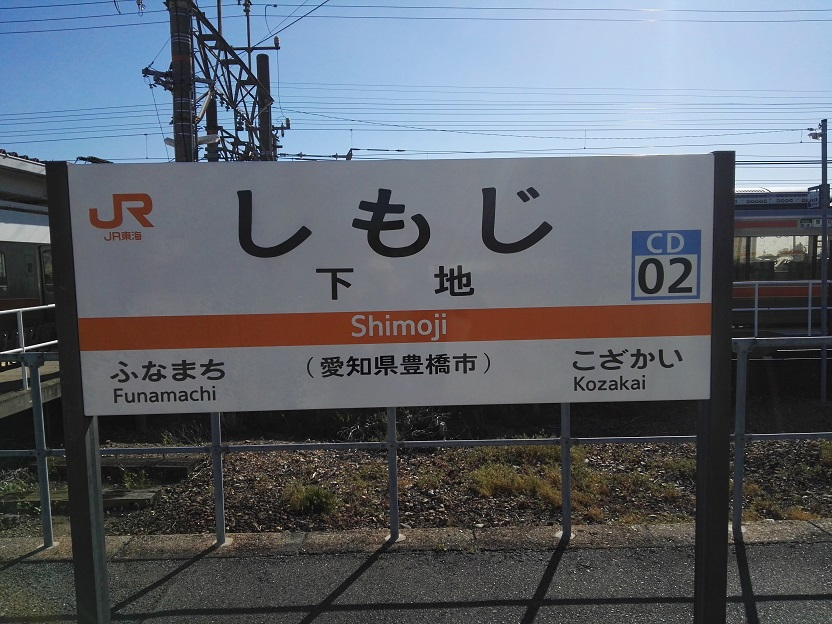
站名牌(2019年4月)
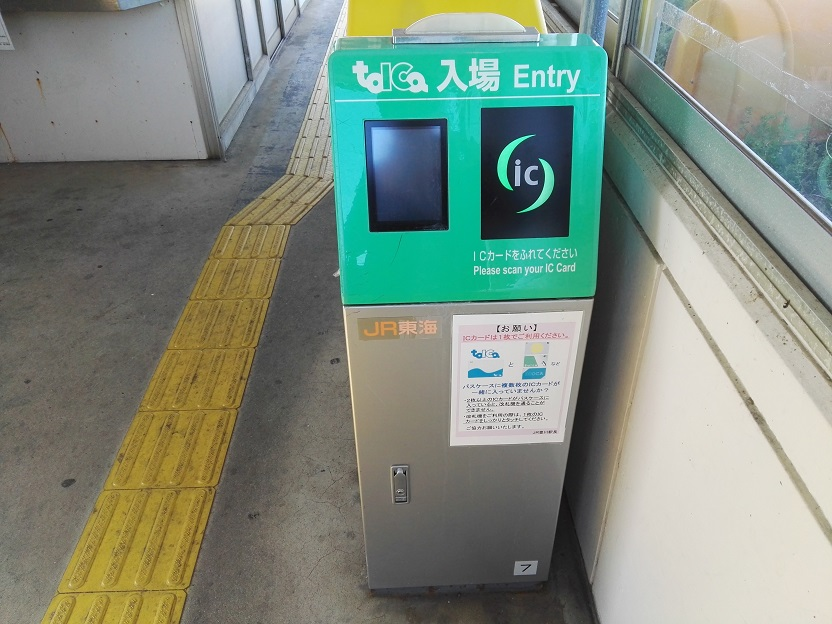
簡易TOICA閘機(2019年4月)

## 使用狀況
以下為1950年度至2016年度（2000年度至2010年度沒有資料）的1日平均乘車人次：
| 1日平均乘車人次變化                                                                                             | 1日平均乘車人次變化 | 1日平均乘車人次變化 |
| 年度 | 乘車人次            | 參考資料（※）       |
| --- | ------------------- | ------------------- |
| 1950年度 | 305人               | 昭和27年度刊・327頁 |
| 1951年度 | 335人               | 28年度刊・311頁     |
| 1952年度 | 283人               | 29年度刊・330頁     |
| 1953年度 | 259人               | 30年度刊・306頁     |
| 1954年度 | 252人               | 31年度刊・304頁     |
| 1955年度 | 265人               | 32年度刊・320頁     |
| 1956年度 | 266人               | 33年度刊・336頁     |
| 1957年度 | 291人               | 34年度刊・380頁     |
| 1958年度 | 271人               | 35年度刊・293頁     |
| 1959年度 | 265人               | 36年度刊・261頁     |
| 1960年度 | 288人               | 37年度刊・325頁     |
| 1961年度 | 292人               | 38年度刊・297頁     |
| 1962年度 | 328人               | 39年度刊・299頁     |
| 1963年度 | 332人               | 40年度刊・263頁     |
| 1964年度 | 344人               | 41年度刊・239頁     |
| 1965年度 | 370人               | 42年度刊・263頁     |
| 1966年度 | 373人               | 43年度刊・193頁     |
| 1967年度 | 565人               | 44年度刊・197頁     |
| 1968年度 | 641人               | 45年度刊・205頁     |
| 1969年度 | 669人               | 46年度刊・229頁     |
| 1970年度 | 718人               | 47年度刊・237頁     |
| 1971年度 | 718人               | 48年度刊・217頁     |
| 1972年度 | 638人               | 49年度刊・215頁     |
| 1973年度 | 625人               | 50年度刊・221頁     |
| 1974年度 | 679人               | 51年度刊・225頁     |
| 1975年度 | 658人               | 52年度刊・217頁     |
| 1976年度 | 555人               | 53年度刊・231頁     |
| 1977年度 | 545人               | 54年度刊・233頁     |
| 1978年度 | 505人               | 55年度刊・221頁     |
| 1979年度 | 460人               | 56年度刊・227頁     |
| 1980年度 | 438人               | 57年度刊・239頁     |
| 1981年度 | 458人               | 58年度刊・223頁     |
| 1982年度 | 419人               | 59年度刊・223頁     |
| 1983年度 | 396人               | 60年度刊・241頁     |
| 1984年度 | 372人               | 61年度刊・235頁     |
| 1985年度 | 315人               | 62年度刊・223頁     |
| 1986年度 | 231人               | 63年度刊・223頁     |
| 1987年度 | 259人               | 平成元年度刊・225頁 |
| 1988年度 | 289人               | 2年度刊・223頁      |
| 1989年度 | 297人               | 3年度刊・225頁      |
| 1990年度 | 313人               | 4年度刊・229頁      |
| 1991年度 | 290人               | 5年度刊・221頁      |
| 1992年度 | 272人               | 6年度刊・221頁      |
| 1993年度 | 253人               | 7年度刊・239頁      |
| 1994年度 | 245人               | 8年度刊・241頁      |
| 1995年度 | 243人               | 9年度刊・243頁      |
| 1996年度 | 251人               | 10年度刊・241頁     |
| 1997年度 | 259人               | 11年度刊・241頁     |
| 1998年度 | 258人               | 12年度刊・239頁     |
| 1999年度 | 262人               | 13年度刊・240頁     |
| ・・・ |                     |                     |
| 2011年度 | 185人               | 26年度刊・114頁。   |
| 2012年度 | 168人               | 同上                |
| 2013年度 | 167人               | 同上                |
| 2014年度 | 165人               | 27年度刊・114頁。   |
| 2015年度 | 171人               | 28年度刊・114頁     |
| 2016年度 | 184人               | 29年度刊・122頁     |
| ※在參考資料一欄記載了統計書刊的年度與頁數 在1999年度前使用愛知縣統計年鑑資料。 2011年度起使用豐橋市統計書資料。 |                     |                     |

## 車站周邊
- 豐川
- 國道1號

## 相鄰車站
東海旅客鐵道（JR東海）
 飯田線
■快速（只有上行班次）、■普通（較快速的班次）
通過
■普通（各站停車）
船町（CD01）－下地（CD02）－（平井號誌站）－小坂井（CD03）

## 注腳
1. 1 2 3 4  《停車場変遷大事典》2，97頁
2. ↑  「運輸省告示第266号」『官報』1947年10月10日（國立國會圖書館數碼化收藏）
3. ↑  《飯田線展》，100頁
4. ↑  《飯田線展》，101頁
5. ↑  《飯田線展》，102頁
6. ↑  曾根悟（日语：曽根悟）（監修）. 朝日新聞出版分冊百科編集部（編集） , 编. . 週刊 歴史でめぐる鉄道全路線 国鉄・JR (朝日新聞出版). 2009-07-26, (3): 17 （日语）.
7. ↑   (PDF) (新闻稿). 東海旅客鉄道. 2009-12-21  [2020-12-19]. （原始内容存档 (PDF)于2020-12-19） （日语）.
8. ↑  《東海道ライン全線・全駅・全配線》第4卷，6、7頁（配線圖）和44頁
9. 1 2  《タイムスリップ飯田線》，88頁
10. ↑  《東海旅客鉄道20年史》，732頁
11. 1 2  用車站時間表的方向資訊。詳情參見JR東海官方網站的各站時間表 （页面存档备份，存于）（截至2015年1月）。
12. ↑  平成26年 豊橋市統計書  10 運輸・通信PDF（日語）
13. ↑  平成27年 豊橋市統計書  10 運輸・通信PDF（日語）
14. ↑  平成28年 豊橋市統計書  10 運輸・通信PDF（日語）
15. ↑  平成29年 豊橋市統計書  10 運輸・通信PDF（日語）